# Cybulino, Hạt Koszalin
Cybulino [t͡sɨbuˈlinɔ] (tiếng Đức: Zeblin) là một ngôi làng thuộc khu hành chính của Gmina Bobolice, thuộc quận Koszalin, West Pomeranian Voivodeship, ở phía tây bắc Ba Lan. Nó nằm khoảng 9 kilômét (6 mi)  phía bắc Bobolice (Bublitz), 32 km (20 mi) về phía đông nam Koszalin (Köslin) và 149 km (93 mi) về phía đông bắc của thủ đô khu vực Szczecin (Stettin).
Trước năm 1945, khu vực này là một phần của Đức. Đối với lịch sử của khu vực, xem Lịch sử của Pomerania.
Ngôi làng có dân số 250 người.

## Cư dân đáng chú ý
- Ewald Christian von Kleist (1715 Từ1759), nhà thơ người Đức